# Ґрейс Гоппер
Ґрейс Мюррей Гоппер (англ. Grace Murray Hopper, при народженні Grace Brewster Murray — Ґрейс Брюстер Мюррей; 9 грудня 1906 — 1 січня 1992) — американська вчена в галузі комп'ютерних наук та контр-адмірал військово-морських сил США. Вона була одна з перших програмістів комп'ютера Марк I. Широко популяризувала ідею машинонезалежних мов програмування, що призвело до розробки мови програмування високого рівня COBOL, яка використовується і сьогодні.

## Дитинство
Народилася в багатій родині з Верхнього Вест-Сайду Мангеттена. Її дідусь був інженером-будівельником, мама - математиком, а батько - керівником страхової компанії.
Ґрейс була допитливою дитиною: у віці 7 років вона зацікавилась питанням роботи будильника і встигла розібрати сім, перш ніж мати зрозуміла, що відбувається. Потому їй був виділений один для вивчення.

## Освіта
Під час підготовки до вступу до коледжу Ґрейс навчалась у школі Вордлоу-Гартридж (англ. Wardlaw-Hartridge School) у місті Плейнфілд (англ. Plainfield), Нью-Джерсі. Отримала відмову у вступі до коледжу Вассара в 16 років через низький бал з латини, втім, наступного року її було зараховано. Випустилась з коледжу в 1928, здобувши ступінь бакалавра з математики та фізики з відзнакою академічної спільноти Фі Бета Каппа.
Ступінь магістра здобула у Єльському університеті у 1930. Там же, у 1934-му, здобула ступінь доктора математичних наук під керівництвом Ойстина Оре (норв. Øystein Ore). Вона була 11-тою жінкою, яка отримала цей ступінь у Єлі. Її дисертацію «Нові типи критеріїв нескорочуваності» було опубліковано того ж року.
Ґрейс одружилася з професором порівняльного літературознавства Вінсентом Гоппером і почала викладати математику у коледжі Вассара в 1931, отримавши посаду помічника професора в 1941.
Особливістю її викладання було те, що вона вимагала від студентства гарно писати. Наприклад, на першому занятті з теорії ймовірностей писала на дошці свою улюблену формулу Стірлінґа і задавала написати про неї есе. Коли студенти скаржились, що вони прийшли вчити математику, а не англійську, Гоппер казала, що немає сенсу вчити математику без вміння передавати свої знання іншим.
В 1940-му, після 9 років викладання математики, Ґрейс взяла відпустку у коледжі, щоб вчитися в Нью-Йоркському університеті у відомого математика Ріхарда Куранта, зосередившись на розв'язанні диференціальних рівнянь з частинними похідними.
За час цієї освіти у грудні 1941-го стався напад на Перл-Гарбор, і Ґрейс вирішила змінити своє життя. Звільнишись з коледжу Вассара та розлучившись з чоловіком, вона вступила до ВМС США. Її направили до військово-морського училища резерву ВМС при коледжі Сміт, яке вона відмінно закінчила у 1944 і отримала звання лейтенанта.

## Військова кар'єра
У 1943 під час Другої світової війни Ґрейс взяла відпустку в коледжі та принесла присягу в резерві ВМС США, ставши доброволицею до лав WAVES («Жінки на добровільній терміновій службі»). Її прийняли у вигляді винятку, зважаючи на нестачу ваги (важила на 15 фунтів (6,8 кг) менше від мінімально допустимих 120 (54 кг). Вона почала службу з грудня і проходила навчання у школі курсантів резерву коледжу Сміт (англ. Smith College) у Нортгемптоні, штат Массачусетс.
Ґрейс закінчила навчання у 1944 з найкращими результатами в групі, отримала звання молодшого лейтенанта і була скерована до бюро артилерійських обчислювальних проєктів при Гарварді. Там працювала у групі обслуговчого персоналу комп'ютера Марк I, очолюваній Говардом Ейкеном.
Запит Ґрейс на переведення до регулярного флоту не був задоволений через її вік (38 років). Тож вона продовжувала нести службу в резервних військах, працюючи в Гарвардській обчислювальній лабораторії до 1949 року, відмовившись від посади професора у Вассарі на користь дослідницької роботи в Гарварді за контрактом із флотом.
Гоппер вийшла у відставку у віці 60 років у званні капітана другого рангу наприкінці 1966, проте вже у серпні 1967 була призвана на військову службу терміном на пів року, отримавши надалі безстроковий контракт. Залишалась на службі ще кілька років після обов'язкової відставки за особливим погодженням Конгресу. З 1967 по 1977 Гоппер очолювала групу з мов програмування ВМС (англ. Navy Programming Languages Group) Відділу планування інформаційних систем (англ. Navy's Office of Information Systems Planning). Її наступна відставка у 1971 була перервана проханням повернутись на службу в 1972. В 1973 отримала звання капітана першого рангу від адмірала Елмо Замвальта-молодшого (англ. Elmo Russell Zumwalt, Jr.).
У березні 1983 представник республіканців Філіп Крейн (англ. Philip Crane) подав резолюцію до Палати представників, що призвела до присвоєння Гоппер звання комодора спеціальним указом Президента Це звання було надалі перейменовано на звання контрадмірала у 1985.
Ґрейс була змушена остаточно вийти у відставку 14 серпня 1986 року. На урочистій церемонії з цієї нагоди її було нагороджено Медаллю за видатну службу.

## Науково-дослідницька діяльність
Під час служби в Гарвардській дослідницькій лабораторії Гоппер написала три статті про комп'ютер «Марк I» у співавторстві з Говардом Ейкеном.
У 1949 Гоппер працювала у комп'ютерній корпорації Еккерта-Моклі (англ. Eckert–Mauchly Computer Corporation (EMCC)), обіймаючи посаду старшого математика і долучившись до групи, що займалась розробкою комп'ютера UNIVAC I. У 1950-х компанію купила корпорація Remington Rand, в той час, як група Гоппер завершувала роботу над першим у світі компілятором. Він був знаний як «Компілятор А», а також як Система А-0.:11
|                 | Ніхто цьому не вірив. У мене був робочий компілятор, але ніхто ним не користувався. Мені казали, що комп'ютери придатні лише для арифметичних обчислень.Оригінальний текст (англ.) "Nobody believed that. I had a running compiler and nobody would touch it. They told me computers could only do arithmetic." |
| — Ґрейс Гоппер, | |

У 1954 Гоппер очолила відділ автоматизації програмування в компанії, який випустив деякі з перших компіляторів для тодішніх мов програмування, включаючи MATH-MATIC та FLOW-MATIC.
Навесні 1959 дводенна Конференція щодо мов для систем обробки даних (англ. Conference on Data Systems Languages, CODASYL) зібрала комп'ютерних експертів від бізнесу та уряду. Гоппер була технічною консультанткою комісії і багато хто з її колишніх робітників у складі тимчасового комітету провели визначення нової мови програмування Кобол (англ. COBOL, акронім від англ. COmmon Business-Oriented Language, Загальна Бізнес-орієнтована мова). Вона розширювала попередній проєкт Ґрейс, FLOW-MATIC, деякими ідеями, запозиченими у розробки від IBM, мови COMTRAN. Віра Гоппер в те, що програми слід скоріше писати мовою, близькою до англійської (розмовної), аніж використовуючи машинний код (наприклад, мову асемблера), була втілена в Коболі, що став найуживанішою мовою програмування в бізнес-секторі того часу.
Під час роботи у Відділі планування інформаційних систем ВМС США Гоппер працювала над розробкою валідаційного програмного забезпечення для Коболу та його компілятора, розпочавши програму стандартизації цієї мови програмування..
У 1970-х роках Гоппер переконала Міністерство оборони замінити великі централізовані системи мережами невеликих комп'ютерів, які знаходились у різних місцях. Будь-який користувач на будь-якому вузлі мережі мав доступ до спільних баз даних, що знаходились у мережі.:119
Вона започаткувала впровадження стандартизації процедур тестування комп'ютерних систем та компонентів, здійснюючи найбільший вплив на такі ранні мови програмування, як Fortran та Кобол. Тести відповідності цим стандартам призвели до значної подібності між діалектами цих мов від основних виробників комп'ютерів. У 1980-х роках ці тести були схвалені Національним бюро стандартів (англ. National Bureau of Standards (NBS)), що відоме сьогодні як Національний інститут стандартів і технології.
Після завершення військової кар'єри Гоппер обіймала посаду головної консультантки в Digital Equipment Corporation до самої смерті. В цій якості вона була послом доброї волі, проводила лекції про ранні дні комп'ютерних технологій, свою кар'єру та про зусилля, що їх треба було б зробити виробникам комп'ютерів для полегшення життя користувачам. Вона відвідувала більшу частину заходів, що проводилися в компанії, і завзвичай залишала їх під звуки оплесків. Під час численних лекцій вона використовувала 30-сантиметрові шматки телефонного дроту для ілюстрації відстані, яку світло проходить за одну наносекунду.
|                 | «Найважливішим своїм досягненням, окрім створення компілятора, я вважаю навчання молоді. Вони приходять до мене, знаєте, і кажуть: "Як гадаєте, ми зможемо це зробити?" Я відповідаю: "Спробуйте." І я підтримую їх. Їм це необхідно. Я слідкую за їх розвитком і часом спонукаю їх ризикнути, щоб вони не втрачали шансів.»Оригінальний текст (англ.) "The most important thing I've accomplished, other than building the compiler, is training young people. They come to me, you know, and say, "Do you think we can do this?" I say, "Try it." And I back 'em up. They need that. I keep track of them as they get older and I stir 'em up at intervals so they don't forget to take chances." |
| — Ґрейс Гоппер, | |

## Біографічні факти

Фото «першого комп'ютерного баґу»

- Перебувала у шлюбі з професором Нью-Йоркського університету Вінсентом Фостером Гоппером (англ. Vincent Foster Hopper, 1906—1976) з 1930 до розлучення у 1945-му.[10][26] Повторно не одружувалась і не змінювала прізвище.

- Ґрейс Гоппер завжди приходила читати лекції у повному військовому обмундируванні, навіть  після своєї відставки.

- Протягом більшої частини своєї пізньої кар'єри Гоппер була виключно затребувана як доповідачка на різних заходах, пов'язаних з комп'ютерними технологіями. Вона була широко відома своєю живою і вільною манерою оповіді, а також як джерело байок перших років війни. У цьому середовищі Гоппер отримала прізвисько «Бабуся Кобол».

- Під час роботи над Гарвардським комп'ютером Марк II у дослідницькій лабораторії ВМС США у м. Далґрен (англ. Dahlgren), штат Вірджинія у 1947 році, один з її колег знайшов комаху (англ. bug), яка застрягла в одному з реле і блокувала передавання сигналу. Ґрейс відмітила, що таким чином вони здійснили «зневадження» (англ. debugging) системи. І хоча термін «(комп'ютерний) баґ» вже був у вжитку багато років серед інженерів[27][28] для позначення незначних і несподіваних проблем, командор Гоппер посприяла його подальшій популяризації.[29]

## Смерть
У новорічну ніч 1992 року Гоппер померла уві сні в своєму будинку в Арлінгтоні, штат Вірджинія. Їй було 85 років. Вона була похована з військовими почестями на Арлінгтонському національному цвинтарі.